# Бад Вилснак
Бад Вилснак (њем. Bad Wilsnack) град је у њемачкој савезној држави Бранденбург. Једно је од 26 општинских средишта округа Пригниц. Према процјени из 2010. у граду је живјело 2.702 становника. Посједује регионалну шифру (AGS) 12070008.

## Географски и демографски подаци
Бад Вилснак се налази у савезној држави Бранденбург у округу Пригниц. Град се налази на надморској висини од 27 метара. Површина општине износи 79,2 km². У самом граду је, према процјени из 2010. године, живјело 2.702 становника. Просјечна густина становништва износи 34 становника/km².